# یزدان میرزایی
یزدان میرزایی (زاده ۲۰ بهمن ۱۳۷۳ در ایلام) ووشوکار اهل‌ ایران و عضو تیم‌ملی در سبک ساندا است. او دارندهٔ مدال‌های طلای مسابقات آسیایی و مدال طلای مسابقات بین‌المللی جام پارس است.

## شایعه اعدام
در تاریخ ۲۳ دی ۱۴۰۰ اعلام شد که یزدانی به علت اتهامات مرتبط با جرائم مواد مخدر توسط دادگاه کیفری زاهدان به اعدام محکوم شده‌است. میرزایی اوایل سال ۱۳۹۹ در زاهدان هنگام مراجعه به فرودگاه به علت اتهام مرتبط با جرائم مواد مخدر توسط اداره اطلاعات زاهدان بازداشت شد. او اتهامات وارد شده را نپذیرفته و همه این اخبار را تکذیب کرد.